# Rosan Boersma
 (octobre 2018).
Si vous disposez d'ouvrages ou d'articles de référence ou si vous connaissez des sites web de qualité traitant du thème abordé ici, merci de compléter l'article en donnant les références utiles à sa vérifiabilité et en les liant à la section « Notes et références ».
 (octobre 2018).
Pour les articles homonymes, voir Boersma.
Rosan Boersma, née en 1983 aux Pays-Bas, est une  productrice néerlandaise.

## Filmographie
- 2008 : Craving de Sacha Polak[2]
- 2014 : Hollywood Banker de Rozemyn Afman[3]
- 2015 : Made in Iran de Charlotte Scott-Wilson[4]
- 2016 : Forget Me Not de Jan Jaap Kuiper[5]
- 2016 : Strike a Pose de Reijer Zwaan et Ester Gould[6]
- 2018 : Refuge de Jacqueline Van Vugt